# Marion Braidfute
Marion Braidfute (1278 – 1297) – według ludowej tradycji dziedziczka Lamington, którą w 1296 r. prawdopodobnie poślubił William Wallace, przywódca powstania szkockiego. Niedługo po tym, w 1297 r. miała zostać zabita przez angielskiego szeryfa Lanark sir Williama Heselriga. Historyczność Marion Braidfute jest kwestionowana, brak jest źródeł jednoznacznie potwierdzających jej istnienie. Zgodnie z powstałym w XV w. poematem The Life of Sir William Wallace, śmierć Marion mogła być przyczyną wydarzeń w Lanark w 1297 r., podczas których William Heselrig został zabity przez Wallace'a.